# Савка (Чувашия)
Савка́ (чув. Савкка) — деревня в Ибресинском районе Чувашской Республики. Входит в состав Новочурашевского сельского поселения.

## География
Находится в центральной части Чувашии на расстоянии приблизительно 18 км на северо-восток по прямой от районного центра посёлка Ибреси.

## История
Деревня образовалась в 1922 году выделением из села Новое Чурашево. В 1926 году — 48 дворов, 226 жителей, в 1939 году — 270 жителей, в 1979 году — 131. В 2002 году — 37 дворов, в 2010 — 21 домохозяйство. В период коллективизации работал колхоз «Красная нива», в 2010 колхоз «Красный партизан».

## Население
Постоянное население составляло 38 человек (чуваши 100 %) в 2002 году, 47 в 2010.
| 2010 | 2012 | 2015 |
| ---- | ---- | ---- |
| 47   | ↗48  | ↘41  |